# Campeonato Paulista Série A3 1985
In 1985 werd het 32ste Campeonato Paulista Série A3 gespeeld voor voetbalclubs uit de Braziliaanse staat São Paulo, destijds heette de competitie Terceira Divisão. De competitie werd georganiseerd door de FPF en werd gespeeld van 16 juni 1985 tot 16 maart 1986. Mauaense werd kampioen. 

## Eerste fase

### Witte groep
| Plaats | Clu              | Wed. | W | G | V | Saldo | Ptn. |
| ------ | ---------------- | ---- | - | - | - | ----- | ---- |
| 1.     | Itapira          | 12   | 8 | 2 | 2 | 16:6  | 18   |
| 2.     | Serra Negra      | 12   | 6 | 5 | 1 | 21:10 | 17   |
| 3.     | Funilense        | 12   | 6 | 3 | 3 | 21:9  | 15   |
| 4.     | Guapira          | 12   | 2 | 6 | 4 | 13:11 | 10   |
| 5.     | Monte Negro      | 12   | 2 | 5 | 5 | 10:22 | 9    |
| 6.     | Paulistano       | 12   | 2 | 4 | 6 | 11:19 | 8    |
| 7.     | Guarani Saltense | 12   | 2 | 3 | 7 | 11:26 | 7    |

|  | Geplaatst voor tweede fase |

### Groene groep
| Plaats | Clu                | Wed. | W | G | V | Saldo | Ptn. |
| ------ | ------------------ | ---- | - | - | - | ----- | ---- |
| 1.     | CAP                | 12   | 7 | 4 | 1 | 15:4  | 18   |
| 2.     | Mauaense           | 12   | 7 | 3 | 2 | 25:12 | 17   |
| 3.     | Jacareí            | 12   | 4 | 6 | 2 | 15:10 | 14   |
| 4.     | Jabaquara          | 12   | 6 | 1 | 5 | 18:11 | 13   |
| 5.     | Suzano             | 12   | 4 | 4 | 4 | 9:9   | 12   |
| 6.     | Taboão             | 12   | 2 | 1 | 9 | 11:26 | 5    |
| 7.     | Vila das Palmeiras | 12   | 2 | 1 | 9 | 10-30 | 5    |

|  | Geplaatst voor tweede fase |

### Rode groep
| Plaats | Clu                    | Wed. | W | G | V | Saldo | Ptn. |
| ------ | ---------------------- | ---- | - | - | - | ----- | ---- |
| 1.     | Sanjoanense            | 12   | 8 | 2 | 2 | 22:8  | 18   |
| 2.     | Palmeirinha            | 12   | 7 | 3 | 2 | 20:10 | 17   |
| 3.     | Santa Ritense          | 12   | 6 | 2 | 4 | 19:12 | 14   |
| 4.     | União                  | 12   | 6 | 1 | 5 | 24:20 | 13   |
| 5.     | Descalvadense          | 12   | 4 | 2 | 6 | 11:19 | 10   |
| 6.     | Palmeirense            | 12   | 2 | 4 | 6 | 15:24 | 8    |
| 7.     | Estrela da Bella Vista | 12   | 1 | 2 | 9 | 7:24  | 4    |

|  | Geplaatst voor tweede fase |

### Zwarte groep
| Plaats | Clu                   | Wed. | W | G | V | Saldo | Ptn. |
| ------ | --------------------- | ---- | - | - | - | ----- | ---- |
| 1.     | Mirassol              | 10   | 6 | 3 | 1 | 11:4  | 15   |
| 2.     | Paulista de Nhandeara | 10   | 5 | 2 | 3 | 6:11  | 12   |
| 3.     | Auriflama             | 10   | 3 | 3 | 4 | 10-12 | 9    |
| 4.     | Nevense               | 10   | 2 | 5 | 3 | 6:8   | 9    |
| 5.     | Guararapes            | 10   | 3 | 3 | 4 | 9:11  | 9    |
| 6.     | José Bonifácio        | 10   | 1 | 4 | 5 | 8:14  | 6    |

|  | Geplaatst voor tweede fase |

### Blauwe groep
| Plaats | Clu                | Wed. | W | G | V | Saldo | Ptn. |
| ------ | ------------------ | ---- | - | - | - | ----- | ---- |
| 1.     | Tupã               | 10   | 6 | 1 | 3 | 19:11 | 13   |
| 2.     | Beira-Rio          | 10   | 5 | 3 | 2 | 16:9  | 13   |
| 3.     | Palmital           | 10   | 4 | 3 | 3 | 10:10 | 11   |
| 4.     | Paraguaçense       | 10   | 4 | 3 | 3 | 7:8   | 11   |
| 5.     | São Paulo de Avaré | 10   | 2 | 2 | 6 | 7:11  | 6    |
| 6.     | Ranchariense       | 10   | 1 | 4 | 5 | 9:19  | 6    |

|  | Geplaatst voor tweede fase |

### Gele groep
| Plaats | Clu        | Wed. | W | G | V | Saldo | Ptn. |
| ------ | ---------- | ---- | - | - | - | ----- | ---- |
| 1.     | Oeste      | 10   | 6 | 3 | 1 | 14:5  | 15   |
| 2.     | Rio Branco | 10   | 6 | 2 | 2 | 18:5  | 14   |
| 3.     | Palmeiras  | 10   | 4 | 3 | 3 | 2:12  | 11   |
| 4.     | Monte Alto | 10   | 2 | 5 | 3 | 8:8   | 9    |
| 5.     | Guairense  | 10   | 3 | 2 | 5 | 8-15  | 8    |
| 6.     | Matonense  | 10   | 1 | 1 | 8 | 7:22  | 3    |

|  | Geplaatst voor tweede fase |

## Tweede fase

### Witte groep
| Plaats | Clu         | Wed. | W | G | V | Saldo | Ptn. |
| ------ | ----------- | ---- | - | - | - | ----- | ---- |
| 1.     | Serra Negra | 6    | 4 | 1 | 1 | 7:3   | 9    |
| 2.     | Itapira     | 6    | 4 | 0 | 2 | 10:5  | 8    |
| 3.     | Guapira     | 6    | 2 | 0 | 4 | 3:6   | 4    |
| 4.     | Funilense   | 6    | 1 | 1 | 4 | 6:12  | 3    |

|  | Geplaatst voor derde fase |

### Groene groep
| Plaats | Clu       | Wed. | W | G | V | Saldo | Ptn. |
| ------ | --------- | ---- | - | - | - | ----- | ---- |
| 1.     | Mauaense  | 6    | 4 | 1 | 1 | 5:4   | 9    |
| 2.     | Jacareí   | 6    | 4 | 1 | 1 | 6:2   | 9    |
| 3.     | Jabaquara | 6    | 2 | 2 | 2 | 6:4   | 6    |
| 4.     | CAP       | 6    | 0 | 0 | 6 | 1:8   | 0    |

|  | Geplaatst voor derde fase |

### Rode groep
| Plaats | Clu           | Wed. | W | G | V | Saldo | Ptn. |
| ------ | ------------- | ---- | - | - | - | ----- | ---- |
| 1.     | Sanjoanense   | 6    | 4 | 1 | 1 | 13:4  | 9    |
| 2.     | Santa Ritense | 6    | 4 | 0 | 2 | 1:12  | 8    |
| 3.     | Palmeirinha   | 6    | 3 | 0 | 3 | 7:8   | 6    |
| 4.     | União         | 6    | 0 | 1 | 5 | 5:12  | 1    |

|  | Geplaatst voor derde fase |

### Zwarte groep
| Plaats | Clu                   | Wed. | W | G | V | Saldo | Ptn. |
| ------ | --------------------- | ---- | - | - | - | ----- | ---- |
| 1.     | Mirassol              | 6    | 4 | 2 | 0 | 8:4   | 10   |
| 2.     | Paulista de Nhandeara | 6    | 2 | 2 | 2 | 5:5   | 6    |
| 3.     | Auriflama             | 6    | 1 | 2 | 3 | 6:7   | 4    |
| 4.     | Nevense               | 6    | 2 | 0 | 4 | 5:8   | 4    |

|  | Geplaatst voor derde fase |

### Blauwe groep
| Plaats | Clu          | Wed. | W | G | V | Saldo | Ptn. |
| ------ | ------------ | ---- | - | - | - | ----- | ---- |
| 1.     | Tupã         | 6    | 6 | 0 | 0 | 11:3  | 12   |
| 2.     | Beira-Rio    | 6    | 2 | 0 | 4 | 6:7   | 4    |
| 3.     | Palmital     | 6    | 2 | 0 | 4 | 8:11  | 4    |
| 4.     | Paraguaçense | 6    | 2 | 0 | 4 | 6:10  | 4    |

|  | Geplaatst voor derde fase |

### Gele groep
| Plaats | Clu        | Wed. | W | G | V | Saldo | Ptn. |
| ------ | ---------- | ---- | - | - | - | ----- | ---- |
| 1.     | Oeste      | 6    | 6 | 0 | 0 | 11:1  | 12   |
| 2.     | Rio Branco | 6    | 4 | 0 | 2 | 8:9   | 8    |
| 3.     | Palmeiras  | 6    | 1 | 1 | 4 | 4:8   | 3    |
| 4.     | Monte Alto | 6    | 0 | 1 | 5 | 2:7   | 1    |

|  | Geplaatst voor derde fase |

## Derde fase

### Groep 1
| Plaats | Clu         | Wed. | W | G | V | Saldo | Ptn. |
| ------ | ----------- | ---- | - | - | - | ----- | ---- |
| 1.     | Mauaense    | 3    | 2 | 1 | 0 | 4:2   | 5    |
| 2.     | Sanjoanense | 4    | 1 | 1 | 2 | 6:7   | 3    |
| 3.     | Serra Negra | 3    | 1 | 0 | 2 | 4:5   | 2    |

|  | Geplaatst voor finale |

### Groep 2
| Plaats | Clu      | Wed. | W | G | V | Saldo | Ptn. |
| ------ | -------- | ---- | - | - | - | ----- | ---- |
| 1.     | Mirassol | 4    | 2 | 1 | 1 | 3:2   | 5    |
| 2.     | Tupã     | 4    | 2 | 0 | 2 | 4:5   | 4    |
| 3.     | Oeste    | 4    | 1 | 1 | 2 | 3:3   | 3    |

|  | Geplaatst voor finale |

## Finale
| Team #1  | Tot.  | Team #2  | 1ste wed | 2de wed |
| -------- | ----- | -------- | -------- | ------- |
| Mauaense | 3 - 0 | Mirassol | 3 - 0    | 0 - 0   |

## Kampioen
| Campeonato Paulista de 1985 Terceira División |
| São Paulo                                     |
| --------------------------------------------- |
| MAUAENSE Kampioen (2° titel)                  |